# قطن (النادرة)

تعديل مصدري - تعديل

قطن هي إحدى قرى عزلة الفجرة بمديرية النادرة التابعة لمحافظة إب، بلغ تعداد سكانها 330 نسمة حسب تعداد اليمن لعام 2004.